# Winston-Salem Open 2025
Il Winston-Salem Open 2025 è un torneo di tennis giocato sul cemento. È la 56ª edizione del torneo, facente parte della categoria ATP Tour 250 nell'ambito dell'ATP Tour 2025. Il torneo si disputerà alla Wake Forest University di Winston-Salem, , negli Stati Uniti,

## Partecipanti

### Teste di serie
| Nazionalità | Giocatore                  | Ranking* | Testa di serie |
| ----------- | -------------------------- | -------- | -------------- |
| Grecia      | Stefanos Tsitsipas         | 29       | 1              |
| Paesi Bassi | Tallon Griekspoor          | 32       | 2              |
| Italia      | Luciano Darderi            | 34       | 3              |
| Canada      | Gabriel Diallo             | 35       | 4              |
| Italia      | Lorenzo Sonego             | 36       | 5              |
| Italia      | Matteo Arnaldi             | 37       | 6              |
| Portogallo  | Nuno Borges                | 38       | 7              |
| Francia     | Alexandre Müller           | 41       | 8              |
| Francia     | Giovanni Mpetshi Perricard | 42       | 9              |
| Argentina   | Sebastián Báez             | 43       | 10             |
| Stati Uniti | Sebastian Korda            | 44       | 11             |
| Spagna      | Jaume Munar                | 48       | 12             |
| Serbia      | Miomir Kecmanović          | 49       | 13             |
| Spagna      | Roberto Bautista Agut      | 53       | 14             |
| Regno Unito | Jacob Fearnley             | 57       | 15             |
| Stati Uniti | Marcos Giron               | 61       | 16             |

* Ranking al 4 agosto 2025.

### Altri partecipanti
I seguenti giocatori hanno ricevuto una wildcard per il tabellone principale:
- Stefan Dostanic
- Marcos Giron
- Tallon Griekspoor
- Brandon Holt

Il seguente giocatore è entrato in tabellone con il ranking protetto:
- Sebastian Ofner

I seguenti giocatori sono passati dalle qualificazioni:

- Nishesh Basavareddy
- Darwin Blanch
- Dhakshineswar Suresh
- Aleksandar Vukic

### Ritiri

#### Prima del torneo
- Daniel Altmaier → sostituito da  Filip Misolic
- Benjamin Bonzi → sostituito da  Mackenzie McDonald
- Laslo Djere → sostituito da  Borna Ćorić
- Tomás Martín Etcheverry → sostituito da  Yoshihito Nishioka
- Arthur Fils → sostituito da  Botic van de Zandschulp
- Fábián Marozsán → sostituito da  Pablo Carreño Busta
- Alex Michelsen → sostituito da  Stefanos Tsitsipas
- Corentin Moutet → sostituito da  Adam Walton
- Learner Tien → sostituito da  Raphaël Collignon

## Partecipanti doppio

### Teste di serie
| Nazione     | Giocatore        | Nazione       | Giocatore     | Ranking* | Testa di serie |
| ----------- | ---------------- | ------------- | ------------- | -------- | -------------- |
| Regno Unito | Joe Salisbury    | Regno Unito   | Neal Skupski  | 23       | 1              |
| India       | Yuki Bhambri     | Nuova Zelanda | Michael Venus | 57       | 2              |
| Portogallo  | Francisco Cabral | Austria       | Lucas Miedler | 67       | 3              |
| Australia   | Matthew Ebden    | Australia     | John Peers    | 74       | 4              |

* Ranking al 4 agosto 2025.

### Altri partecipanti
Le seguenti coppie di giocatori hanno ricevuto una wildcard per il tabellone principale:
- Vasil Kirkov /  Sebastian Korda
- Luca Pow /  Dhakshineswar Suresh

### Ritiri

#### Prima del torneo
- Ivan Dodig /  Jamie Murray → sostituiti da  Rafael Matos /  Marcelo Melo
- Marcel Granollers /  Horacio Zeballos → sostituiti da  Fernando Romboli /  John-Patrick Smith
- Adam Pavlásek /  Jan Zieliński → sostituiti da  Jackson Withrow /  Jan Zieliński